# 齊氏非鯽
齊氏分齒麗魚（学名：Coptodon zillii）又名红腹非鲫（redbelly tilapia）、吉利非鯽、吉利吳郭魚或圣彼得鱼（St. Peter's fish），為輻鰭魚綱慈鯛目慈鯛科的其中一種。

## 分布
本魚原分布於非洲，現已引進歐洲及亞洲部分國家，有造成當地生態系改變之衝擊。

## 特徵
本魚體側扁，背鰭後方具一黑斑，體棕綠色帶虹彩，腹部前端紅色，體側有8至9條橫紋，尾鰭截形。背鰭硬棘13至16枚；背鰭軟條10至14枚；臀鰭硬棘3枚；臀鰭軟條8至10枚，體長約在40公分。

## 生態
本魚為次級性淡水魚，屬廣鹽性魚類，對環境適應力強，雜食性，以水生昆蟲、有機碎屑為食，為築巢產卵，親魚會護卵至幼魚。

## 經濟利用
為高經濟價值的食用魚及養殖魚類，另可做為觀賞魚。

## 扩展阅读
維基物種上的相關：齊氏非鯽